# Красный Хутор (Чучковский район)
Кра́сный Ху́тор — посёлок в Чучковском районе Рязанской области. Входит в состав Остро-Пластиковского сельского поселения.

## География
Посёлок находится в восточной части Рязанской области, на расстоянии приблизительно 6 км (по прямой) к северо-западу от посёлка городского типа Чучково, административного центра района.

### Часовой пояс
Посёлок Красный Хутор, как и вся Рязанская область, находится в часовой зоне МСК (московское время). Смещение применяемого времени относительно UTC составляет +3:00.

## История
Отмечен на карте 1941 года как Совхоз Красный.

## Население
| 1981 | 2010 |
| ---- | ---- |
| 50   | ↘11  |

### Национальный состав
Согласно результатам переписи 2002 года, в национальной структуре населения русские составляли 83 % из 29 чел.